# Tipula trilobata
Tipula trilobata är en tvåvingeart som beskrevs av Edwards 1928. Tipula trilobata ingår i släktet Tipula och familjen storharkrankar. Inga underarter finns listade i Catalogue of Life.